# Neptun Werft
La Neptun Werft è un'azienda tedesca attiva nel settore della cantieristica navale fondata a Rostock nel 1850. Dal 1997 fa parte del gruppo Meyer Neptun, insieme alla Meyer Werft di Papenburg.

## Storia
L'azienda fu fondata come “Schiffswerft und Maschinenfabrik von Wilhelm Zeltz und Albrecht Tischbein” nel 1850 e il primo piroscafo in ferro fu varato l'anno successivo. Il cantiere si sviluppò rapidamente e già nel 1857 contava circa 400 dipendenti. Nel 1890, dopo diverse fusioni e acquisizioni, divenne la “Actien-Gesellschaft Neptun”. Dopo il 1945 e la divisione della Germania, il cantiere si concentrò sui mercati dell'Europa orientale. A quel tempo lo “Schiffswerft Neptun Rostock” era uno dei cantieri statali più rinomati della Repubblica Democratica Tedesca.
Le mutate condizioni della concorrenza internazionale in seguito alla riunificazione tedesca hanno portato a un momento di cambiamento radicale per l'azienda. La produttività non era all'altezza degli standard internazionali e, a causa delle restrizioni dell'UE, non era più possibile costruire nuove navi d'alto mare. Il cantiere venne rinominato “Neptun Industrie Rostock” (NIR) e gli anni successivi furono fortemente influenzati da tagli al personale, riorganizzazione e diversificazione. L'attenzione si concentrò sulla riparazione e sull'ammodernamento delle navi, sulla costruzione e sulla consegna di componenti navali, sulle costruzioni in acciaio per l'ingegneria idraulica e su complesse strutture Ro-Ro.
Nel 1997 Neptun Werft è entrata a far parte del Gruppo Meyer Neptun, che comprende la Meyer Werft di Papenburg. Neptun Werft ha orientato le proprie attività verso il settore marittimo di base, mentre molte società precedentemente appartenenti alla NIR e operanti in settori diversi sono state vendute o hanno avviato attività indipendenti. Dal 2000 le attività del cantiere navale si sono concentrate nella sede di Warnemünde (un distretto di Rostock) e la costruzione di navi da crociera fluviale è stata inclusa nella gamma di prodotti. Nel 2003 sono stati costruiti nuovi capannoni di produzione che consentono la costruzione di navi indipendentemente dalle condizioni meteorologiche. Un nuovo capannone è stato completato nel 2018.